# Peeblesshire

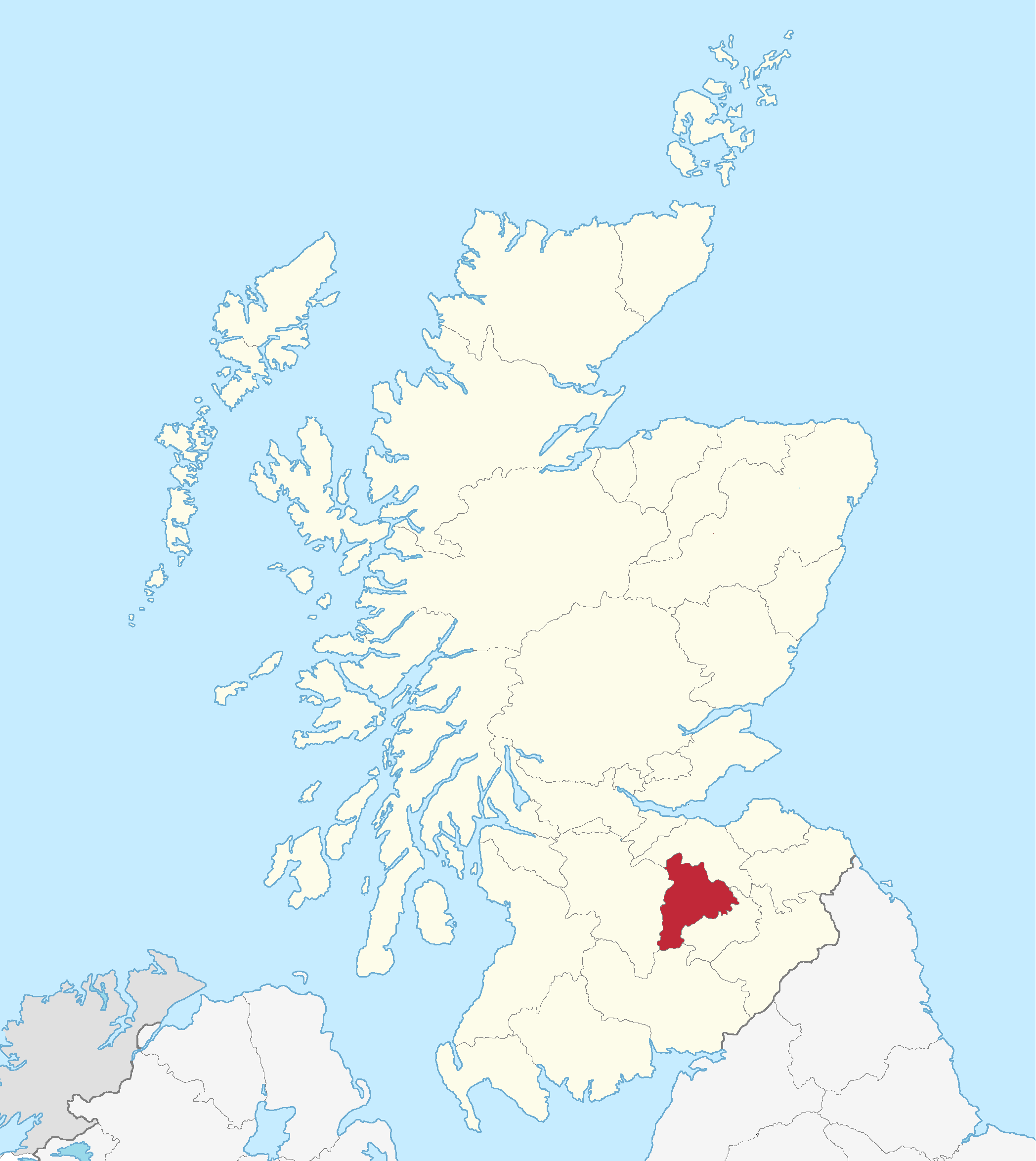
Lage von Peeblesshire in Schottland

Peeblesshire (schottisch-gälisch Siorrachd nam Pùballan) ist eine traditionelle Grafschaft im Südosten von Schottland. Verwaltungssitz und namensgebender Ort war die Stadt Peebles.
Als Verwaltungsgrafschaft bestand Peeblesshire zwischen 1890 und 1975 und ging dann im District Tweeddale der Region Borders auf. Die Region Borders wurde 1996 aufgelöst und in die Unitary Authority Scottish Borders umgebildet. Peeblesshire ist heute noch unter dem Namen Tweeddale eine der Lieutenancy Areas von Schottland.